# 徐振焕
芝布特拉（1931年8月24日—2019年11月27日），原名徐振焕，印度尼西亚华裔商人、慈善家，芝布特拉集团创始人。

## 生平
徐振焕祖籍中國福建漳州，1931年8月24日生于荷屬東印度中苏拉威西省帕里吉。1960年毕业于万隆理工学院。